# Profesor Hellingen
Profesor Garth Hellingen je izmišljeni lik iz talijanskog stripa Zagor. On je nedvojbeno najveći i najopasniji negativac s kojim se Duh sa sjekirom ikada sukobio. Zagor ga je nekoliko puta savladao no on se vraća svako malo i vjerojatno nikada neće biti potpuno pobijeđen. Hellingen je ludi, ali genijalni znanstvenik koji u 19. stoljeću ima kamere, rakete, teleportacijske kabine... 

## Drugdje
Porijeklom Nizozemac, Garth Hellingen je izvorno radio za organizaciju Drugdje.

## Sukobi sa Zagorom

### Titan
Hellingenov cilj je osvajanje Svijeta i zbog toga se sukobljava sa Zagorom. Prvi put se susreću kada je Hellingen na otoku na jezeru Erie izradio divovskog robota Titana (epizoda "Tajna jezera Iri"  ZG ZS 39) kako bi pokorio Sjedinjene američke države. Hellingen je koristio robota i da zastraši Indijance Ottawe na otoku ali Zagor ga je zarobio i natjerao da svoj golemi stroj uputi na dno jezera. Nakon eksplozije Hellingenovog laboratorija Zagor je vjerovao da je Hellingen mrtav.

### Squalus
No Hellingen je preživio, sagradio novi laboratorij i podmornicu Squalus te se njom spuštao do dna jezera kako bi popravio Titana. Čak je zarobio Zagora i drogirao ga mu ovaj pomogne popraviti Titana. Nakon što je Titan popravljen, Hellingen ga je iz svog laboratorija uključio i Titan je počeo izlaziti iz jezera. No zahvaljujući Chicu, droga koju je Hellingen dao Zagoru je imala kraći učinak i Zagor se osvijestio u podmornici kojom su upravljali Hellingenovi ljudi. Vidjevši da Titan izlazi na kopno, Zagor je savladao posadu podmornice i usmjerio ju prema Titanu. Trenutak prije sudara, Zagor je iskočio iz podmornice a Titan i Squalus su uništeni u eksploziji. Zagor se vratio u Hellingenovu bazu ali tamo ga je ovaj uspio zarobiti pomoću paralizirajućih zraka i Zagora je spasio kapetan Fishleg koji je harpunom pogodio Hellingena. I ovaj Hellingenov laboratorij je eksplodirao i vjerovalo se da je to konačan kraj prijetnje od Hellingena.

### Savez s Kraizerom
No Hellingen je i tada preživio i urotio se s američkim vojnim časnikom, pukovnikom Kraizerom, koji mu je pomogao sagraditi bazu i laboratorij usred Darkwooda, pri tome otjeravši sve Darkwoodske Indijance i trapere. Uz pomoć Kraizerovih vojnika Hellingen je u bazi sagradio dalekometne rakete. Zagor je otkrio Hellingenovu bazu ali je bio zarobljen. Hellingenov plan je bio bombardirati Washington raketama kako bi predsjednik Jackson predao vlast Karizeru i njegovoj vojsci. Tako se skoro i dogodilo, Hellingen je prisilio predsjednika na predaju i Kraizerova vojska je već bila krenula preuzeti vlast u državi kada se Zagor uspio osloboditi i zarobiti Hellingena te ga je prisilio da rakete upotrijebi protiv Kraizera i njegove vojske. Nakon Kraizerove pogibije i propasti svojih planova, Hellingen je poludio i Zagor ga je predao vlastima.

### Savez s Akronijanima
Nakon zadnjeg poraza, Hellingenov um je bio poremećen i on je završio u ludnici ali uz pomoć liječnika ozdravio je i američke vlasti su ga premjestile u udaljenu promatračnicu svemira Skylab te mu dale materijalnu pomoć kako bi za njih izumljivao nova oružja. No on je izumio radio prijamnik i njime slučajno stupio u kontakt s izvanzemaljcima s planeta Akkron. Oni su ga oslobodili iz zarobljeništva kako bi im on pomogao u osvajanju Zemlje. I Zagora su zarobili i Hellingen mu je kirurški ugradio u glavi mikročip te tako od njega napravio svog roba. Zagor je tako pod Hellingenovim kontrolom mnoge Indijance odveo u zarobljeništvom Akkronijanaca ali slučajno se mikročip razbio i Zagor je došao k sebi. Tada je Zagor uz pomoć Indijanca Akota došao u posjed luka i strijela te štita koji su bili otporni na izvanzemaljsko oružje te napao Akkronijane koji su pobjegli ostavivši Hellingena. Ovaj je prevario Zagora da ga pusti ući u kabinu za teleportaciju kako bi pobjegao ali Hellingenovo tijelo je bilo prebačeno u svemir gdje se rasprsnulo.

### Paralelna dimenzija
Hellingenov duh je završio u svemiru i našao se na golemom svemirskom brodu koji je napušten lutao svemirom. Hellingen ga je usmjerio prema Zemlji gdje je stvarao jezive halucinacije za Zagora i stanovnike Darkwooda. Zapravo je prebacio Zagora u drugu, paralelnu dimenziju, gdje je zbog njega uništen Zagorov san, mir između bijelaca i Indijanaca je prekinut, izbio je rat u kojem su poginuli Chico, pukovnik Perry, barun Ikarovo Pero i većina Zagorovih prijatelja. No u konačnom obračunu Zagor je uspio shvatiti gdje se nalazi te poraziti Hellingena. Njegov duh se vratio vječnom počinku na svemirskom brodu a Zagor se vratio u svoju dimenziju u kojoj je sve bilo normalno.

### Savez s Vendigom
No tada je duh zla Vendigo prikupio raspršene dijelove Hellingenova tijela i vratio ga u život. Izgradio mu je dvorac u brdu Nattani iz kojega je Hellingen kasnije prevario Vendiga i protjerao ga kako bi se sam obračunao sa Zagorom. Američka tajna služba "Drugdje" je Zagoru u pomoć poslala agenta Ravena ali Hellingen je uspio zarobiti Zagora i njegove prijatelje i odlučio topovima sa svemirskog broda uništiti New York. No Zagor se uspio osloboditi i u okršaju, njih dvojica su teleportirani na svemirski brod koji je Zagor uspio uputiti u daleki dio svemira gdje topovi nisu mogli ničemu nauditi. Tamo se pojavio Vendigo koji je zarobio Hellingena i premjestio ga u dimenziju kaosa, mjesto slično paklu dok se Zagor uspio teleportirati natrag na Zemlju prije uništenja svemirskog broda. Vendigo je Hellingena prepustio demonima radi vječnog mučenja.

### Kloniranje
Došavši u posjed uzoraka Hellingenove DNA iz ostataka teleportacijske kabine koja je ubila Hellingena nakon propasti Akronijanske invazije, znanstvenici iz Drugdje su Hellingena klonirali. No s obzirom na to da je DNA sadržavala Hellingenova sjećanja samo do trenutka smrti, klonirani Hellingen se nije sjećao ničega iz Zagorovih kasnijih sukoba s originalnim Hellingenom. Ovoga puta Hellingen je sklopio savez s mladim znastvenikom Quaritch-om iz baze Drugdje. Uz njegovu pomoć Hellingen je dobio svoju osvetu nad starim kolegama što su ga smatrali luđakom u prošlosti, te je u Zagorovoj odsutnosti pobio većinu agenata organizacije Drugdje i zajedno sa svojim učenikom pobjegao do brda Nattani. Zagor je krenuo za njim, no uz pomoć vojske naprednih robota Hellingen je uhvatio agenta Kant-a i u njega ugradio isti mikročip kojim se poslužio u epizodi s Akkronijancima. Tako je kontrolirajući Kant-ov um, Zagora, Chica i Tonku doveo u zamku. U želji da se Zagor nađe pred sigurnom smrću, Hellingen je Zagora teleportirao usred brda Nattani okruženog robotima. No Zagor se uspio domoći svetog noža iz špilje crvenog ratnika. Koristeći nož i vlastitu krv Zagor uspijeva otvoriti portal u dimenziju zla iz koje se pojavi Wendigo i uzme Hellingena. Quaritch, u zamjenu za manju kaznu pred vojnim sudom, oslobađa Zagorove prijatelje i isključi Hellingenove robote. Unatoč Hellingenovoj očitoj smrti, Zagor smatra da prijetnja od ludog znastvenika nije potpuno ugašena, a vjerojatno je i u pravu.

## Pojavljivanje
U stripu se zasad pojavio sedam puta i to u: ZS 0039, LMS 0045-0046, ZS 0324-0325, ZS 0583-0588,
ZS 0941-0946 i SD 040-043.